# 71 Nioba
71 Niobe (mednarodno ime 71 Niobe, starogrško starogrško Νιόβη: Nióbe) je velik asteroid tipa S v glavnem asteroidnem pasu. 

## Odkritje
Asteroid je odkril Karl Theodor Robert Luther (1822 – 1900) 13. avgusta 1861.. Asteroid je poimenovan po Niobi iz grške mitologije. 

## Lastnosti
Asteroid Nioba obkroži Sonce v 4,57 letih. Njegova tirnica ima izsrednost 0,177, nagnjena pa je za 23,256° proti ekliptiki. Njegov premer je 83,4 km, okrog svoje osi pa se zavrti v 35,5 urah .